# Parc Monceau
Il Parc Monceau è un parco pubblico dell'VIII arrondissement di Parigi.

## Storia
Un vasto terreno suburbano, ampio il doppio dell'attuale estensione del parco, era stato acquistato nel 1769 dal duca di Chartres, per costruirvi una folie, inizialmente al centro di un giardino alla francese.

### Il parcoAncien régime

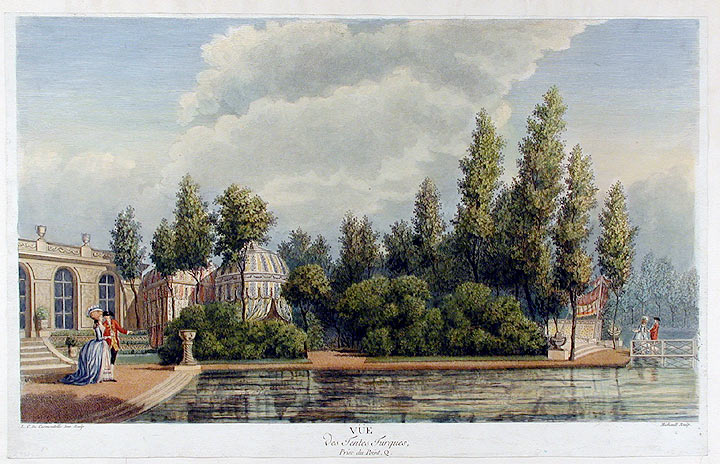
Jean Baptiste Delafosse, Veduta delle tende turche nel Parco Monceau, a partire da un dipinto di Carmontelle

Nel 1773 il duca affidò a Louis Carrogis Carmontelle l'architettura di un pays d'illusions, popolando il parco di padiglioni eclettici, secondo la moda esotica del giardino anglo-cinese del tempo: vi sorsero così, disseminati tra boschetti e sentieri labirintici, le rovine di un tempio di Marte e quelle di un castello gotico, un minareto, una fattoria svizzera, un mulino olandese, una piramide egizia, una pagoda cinese, una tenda tartara, e vi furono creati due ruscelli che alimentavano un laghetto artificiale circondato da colonne corinzie, la Naumachia. Fino alla rivoluzione il Parc Monceau fu uno dei punti di ritrovo preferiti del bel mondo, sede di feste, spettacoli e vita lussuosissimi.
Nel 1787 la costruzione della cinta daziaria amputò una parte del parco, ma diede luogo alla costruzione di un nuovo padiglione - il pavillon de Chartres, costruito da Claude-Nicolas Ledoux - destinato in origine a posto di guardia dei dazieri, nel quale il duca si riservò il salone del primo piano per godere la vista dell'intero parco.
Qualche anno dopo, nel 1793, il giardiniere scozzese Thomas Blaikie aggiunse al parco una serra calda, un giardino d'inverno e nuovi viali. Nello stesso anno, il parco venne espropriato a seguito della Rivoluzione francese e passò successivamente a diversi proprietari, tornando agli Orléans con la Restaurazione, ma finendo in uno stato di quasi totale abbandono.

### Il parco borghese
La risurrezione del parco avvenne con la ristrutturazione urbanistica di Parigi realizzata dal Barone Haussmann per Napoleone III. I terreni degli Orléans furono infatti acquistati dalla città di Parigi nel 1852 e rivenduti in parte ai fratelli Pereire, che vi localizzarono la lottizzazione di lusso dell'VIII arrondissement, concordando tra l'amministrazione e i costruttori la modalità d'uso del parco: il comune si impegnò a non consentirvi l'apertura di locali pubblici di alcun genere, né alcuna edificazione, mentre agli acquirenti dei lotti confinanti con il parco (alcuni dei quali vi avevano un accesso privato) si impose di mantenere una distanza di 15 metri tra l'edificato e il confine, estendendo in questo modo lo spazio visivo del giardino pubblico. All'inaugurazione, celebrata il 13 agosto 1861 da Napoleone III in persona insieme con quella del Boulevard Malesherbes, l'arco trionfale innalzato per l'occasione celebrava la «Paris assaini, embelli, agrandi», che era l'obiettivo ideologico della rivoluzione urbanistica haussmanniana, e trovava nel Parc Monceau e nel tessuto del nuovo lussuoso quartiere circostante una perfetta esemplificazione.

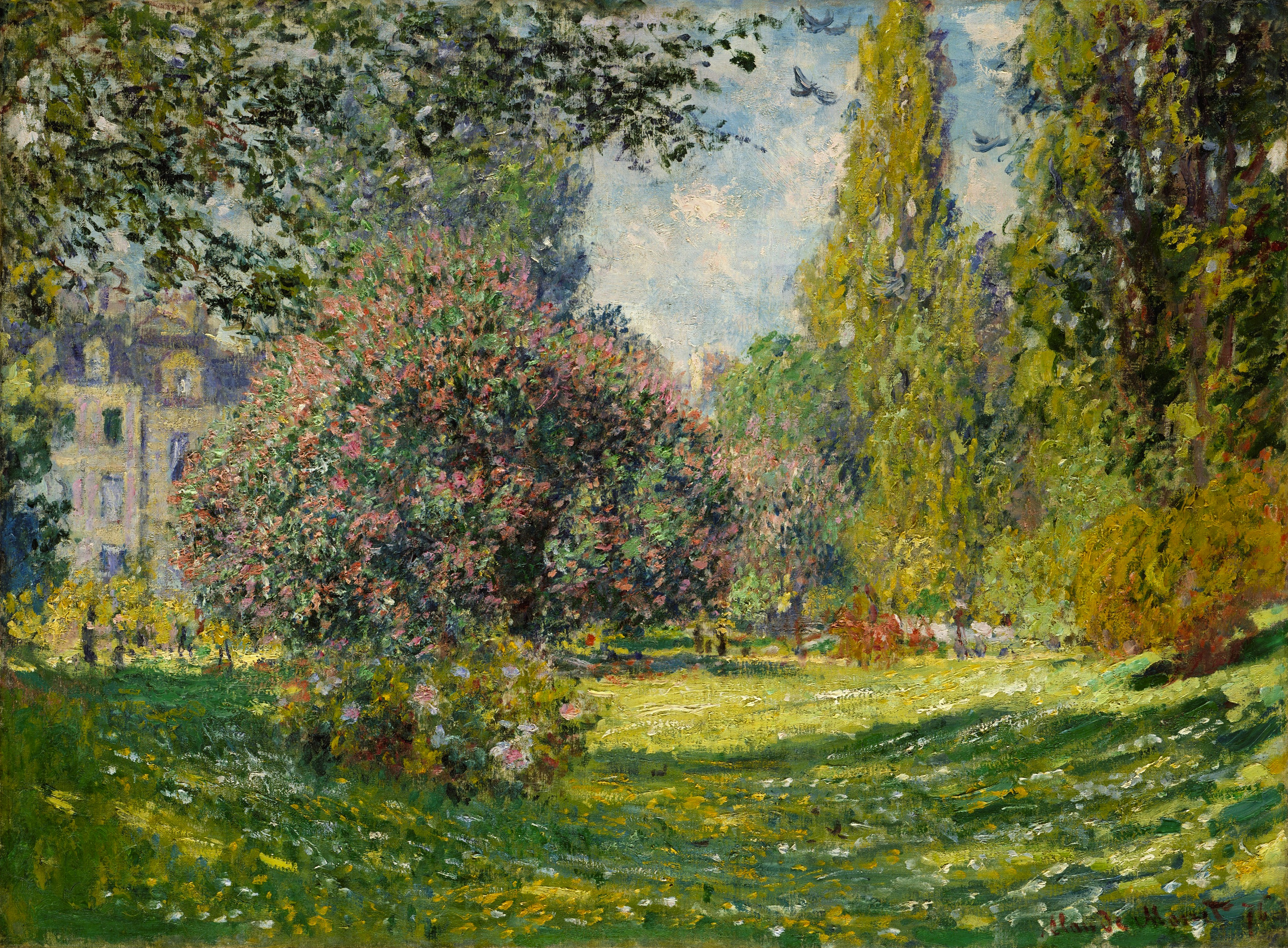
Claude Monet, Parc Monceau (1876)

Nel nuovo assetto urbanistico furono infatti tracciate nuove strade (in gran parte intitolate a grandi pittori del XVII secolo: avenue Vélasquez, avenue Ruysdaël, Avenue Van-Dyck, rue Rembrandt, rue Murillo) lungo le quali vennero edificati condomini di lusso e ricche residenze private. Lo spazio verde venne dimezzato, ma furono conservate alcune delle costruzioni settecentesche, come la piramide, il pavillon de Chartres, il colonnato della Naumachia, nell'esplicito intento di incorniciare le tracce della storia del parco nella sua nuova organizzazione borghese. Nel parco vennero tracciate due ampie arterie perpendicolari, carrozzabili, che proseguivano gli assi urbani nord-sud ed est-ovest. Quest'ultimo in particolare, attraverso l'Avenue Hoche, l'Étoile e l'Avenue Foch, punta direttamente al Bois de Boulogne, segnando tangibilmente la nuova continuità metropolitana e borghese voluta dagli urbanisti del Secondo Impero. Questa topografia, caratteristico prodotto del gruppo di ingegneri che aveva pianificato la trasformazione urbanistica di Parigi, fu affidata insieme alla direzione dei lavori di ristrutturazione del parco a Jean-Charles Alphand. Le recinzioni e i quattro cancelli sugli assi stradali, ricchissimi e imponenti come quelli di grandi residenze private, furono realizzati da Gabriel Davioud, al quale si deve anche il ponticello "all'italiana". La loro importanza (e il costo, giacché avevano rappresentato quasi la metà della spesa per l'intero progetto) rafforzavano la forte identità altoborghese del quartiere.

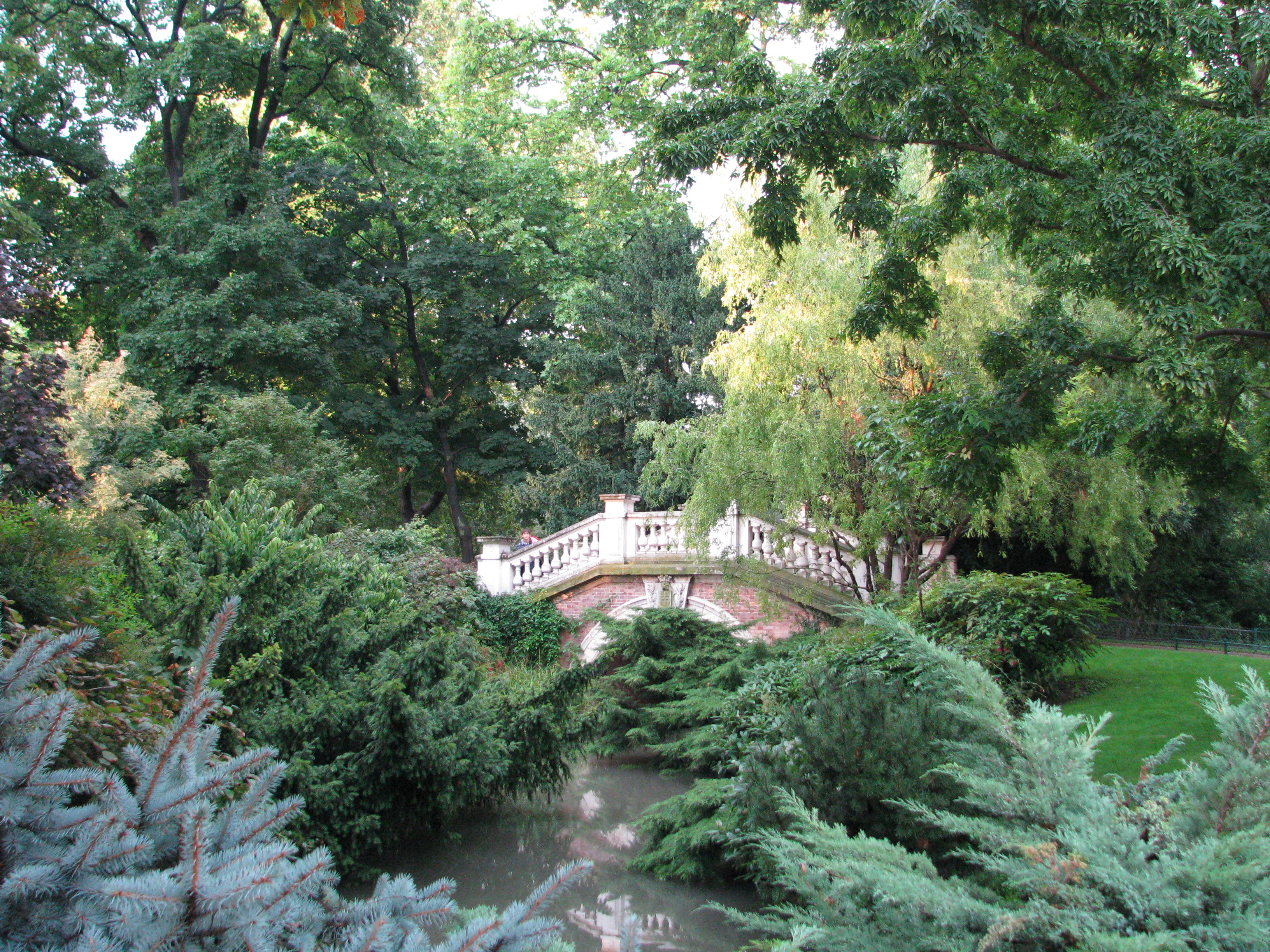
Un ponte in stile veneziano sul canale artificiale che attraversa il Parco

L'organizzazione botanica del giardino - rimasta sostanzialmente inalterata fino ad oggi - si deve a Jean-Pierre Barillet-Deschamps e fu accuratissima, come il programma di manutenzione del parco (ancor oggi ineccepibile, a conferma della qualità tutta particolare e di rappresentanza attribuita al sito dall'amministrazione cittadina).
Il parco (1 km di circonferenza e 8,2 ettari di estensione) si caratterizza per un mix studiatissimo di essenze arboree, arbusti e corbeilles fiorite, sapientemente collocate tra dislivelli e luci d'acqua, e accuratamente variate secondo le stagioni. Vi si trovano fra l'altro un platano orientale del 1814 e un sicomoro del 1853 alto 30 metri.
Durante la Comune il parc Monceau fu teatro di esecuzioni di massa da parte dei plotoni del generale Mac-Mahon. La traccia che l'amministrazione ritenne di lasciare di questi eventi non fu una targa commemorativa, ma la ricostruzione, nel parco, di una delle arcate originali dell'Hotel de Ville, che era andato distrutto nel 1871 ed era stato ricostruito identico tra il 1874 e il 1882. Passata la grande paura, il giardino tornò alla sua vita riservata ed elegante, popolata di governanti di bimbi ricchi e borghesi al passeggio. Tra il 1897 e il 1906 l'arredamento fu integrato da una serie di statue di artisti.

## Collegamenti
- Métro linea 2 - Monceau